# Steinberg (Bertsdorf)

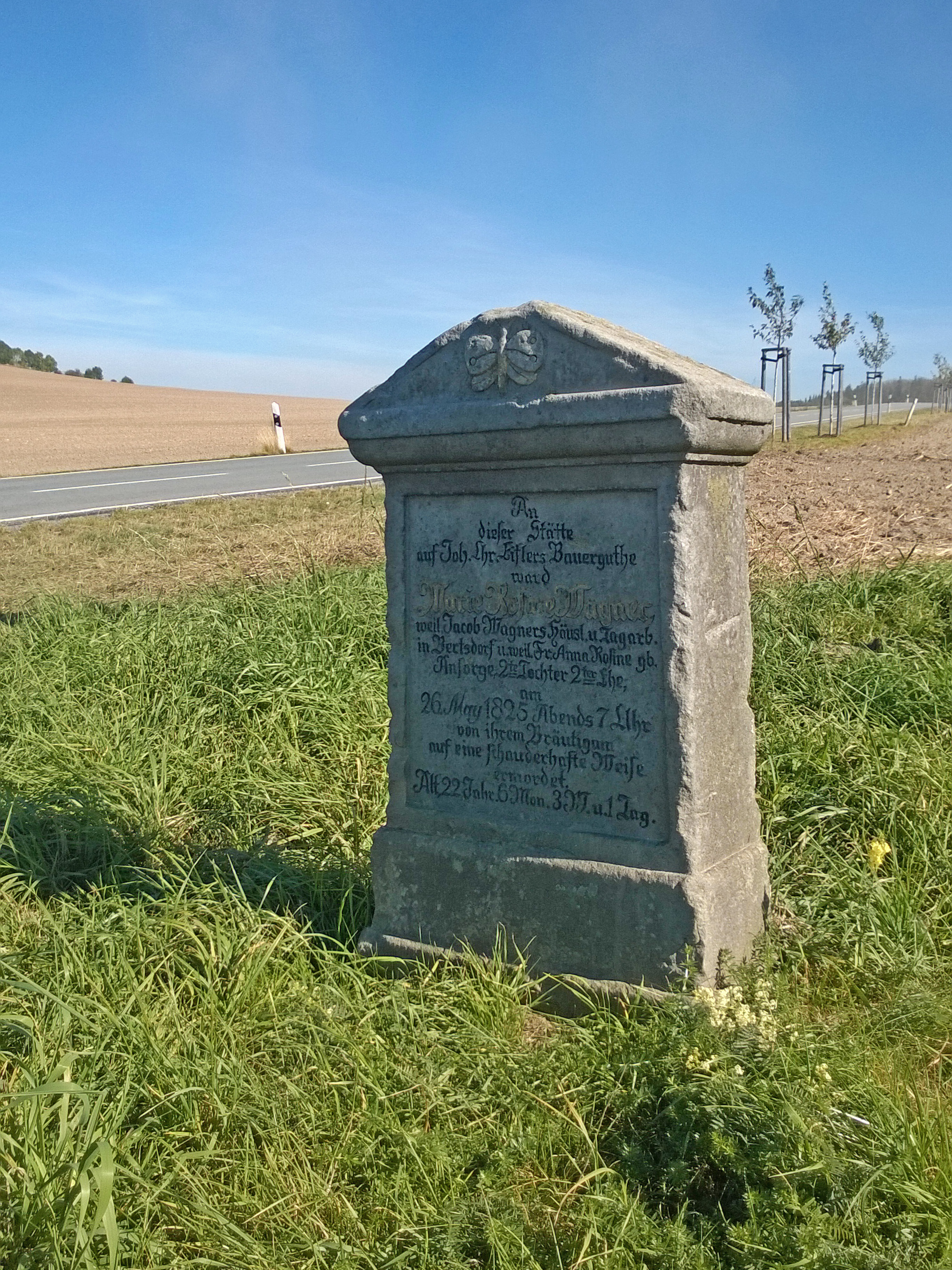
Der Mordstein auf der Katzenhöhe

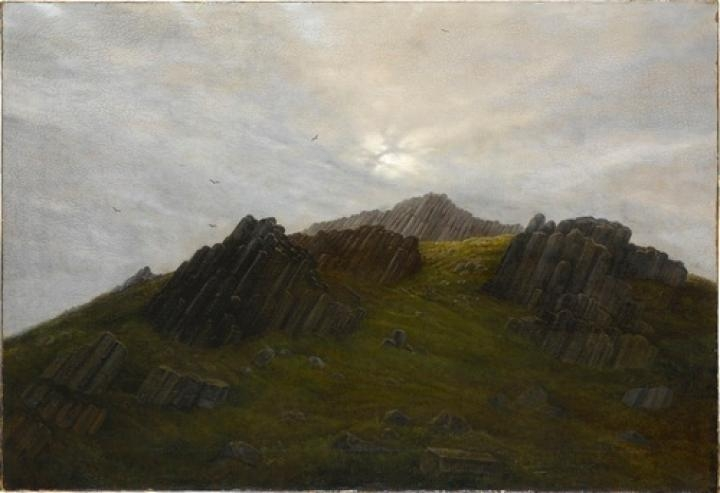
Carl Gustav Carus: Geognostische Landschaft – Katzenköpfe bei Zittau (1820)

Der Steinberg, früher Katzenkopf genannt, ist ein 442,2 m ü. NHN hoher Berg im Großschönauer Becken- und Kuppenland in der Östlichen Oberlausitz. Die bewaldete Phonolithkuppe liegt auf der Gemarkung Bertsdorf in der Gemeinde Bertsdorf-Hörnitz im sächsischen Landkreis Görlitz.

## Geographische Lage
Der Steinberg befindet sich westlich des Bertsdorfer Oberdorfes zwischen den Tälern des Pochebaches und des Bertsdorfer Wassers (Bertse). Nördlich schließt sich die Hochfläche der Katzenhöhe an, über die die Staatsstraße 138 vom östlich liegenden Bertsdorf nach Großschönau führt; dahinter erhebt sich der Breiteberg (510,1 m). Südlich der Kuppe verläuft die Staatsstraße 136 von Bertsdorf durch den südöstlich bis südlich liegenden Viebig sowie das südwestlich liegende Jägerwäldchen und Saalendorf nach Waltersdorf. Im Westnordwesten bis Nordwesten liegen Neuschönau und Großschönau. Im Nordosten erhebt sich der Seidelsberg (433,4 m), südlich der Pocheberg (465,5 m) und im Südwesten die Taubenstallberge (Taubenberge, 422 m).

## Beschreibung
Der Steinberg bildet zusammen mit dem Breiteberg und dem Seidelsberg eine Gruppe von drei Phonolithkuppen. Auf der bewaldeten Kuppe befinden sich einige kleinstrukturelle, naturnahe Waldabschnitte. An den trockenen und warmen Waldrändern des Ost- und Südhanges gedeihen Besenginster und Hainwachtelweizen. Ein Teil der aus Felsklippen bestehenden Gipfelregion ist als Naturdenkmal geschützt.

## Name
Auf dem Meilenblatt ist die Kuppe noch als Steinberg, die sich nördlich anschließende Hochfläche als Katzenheyde bezeichnet. Seit dem 19. Jahrhundert heißt die Kuppe Katzenkopf. Der Name soll sich von herumstreunenden wilden Katzen herleiten.

## Geschichte
Wahrscheinlich besuchte der Maler Carl Gustav Carus im Jahre 1820 den Katzenkopf. Das nach seiner Reise entstandene Bild Geognostische Landschaften mit dem Untertitel Katzenköpfe bei Zittau wird vielfach der Sängerhöhe bei Waltersdorf zugeschrieben, die Carus nachweislich aufgesucht hat. Dieser später durch einen Steinbruch stark veränderte Berg hieß seinerzeit noch Unglückstein, wogegen im gesamten Zittauer Umland nur der Steinberg als Katzenkopf bezeichnet wurde. Ab 1847 ließ der Grundbesitzer den Katzenkopf mit Laub- und Nadelbäumen bepflanzen.
1856 gründete der Großschönauer Unternehmer Christian Friedrich Fabian am westlichen Fuß des Steinberges als erste Großschönauer Fabrik die Pochefabrik. Ihre Ruine wurde in den 2000er Jahren abgebrochen.

## Aussichtsmöglichkeiten
Der Gipfel des Steinbergs bietet wegen des hohen Waldes keinen Ausblick. Von den Hängen unterhalb des Gipfels bietet sich nach Osten und Südosten ein freier Blick über das Zittauer Becken zum Iser- und Jeschkengebirge, nach Süden und Südwesten hin sind das westliche Zittauer Gebirge mit dem Jonsberg, Buchberg, Lausche und Weberberg sichtbar. Am Osthang führt der Oberlausitzer Ringweg vom Seidelsberg in die Butte.

## Besonderheiten
- Gedenkstein am Waldrand des Nordhanges: Der 1854 aufgestellte Stein erinnert an den Abschluss der 1847 begonnenen Bewaldung des Berges
- Mordstein auf der Katzenhöhe (⊙): Er erinnert an die Ermordung der 22-jährigen Marie Rosine Wagner durch ihren Bräutigam am 26. Mai 1825